# Jakob Wassermann
Jakob Wassermann, né à Fürth (Allemagne) le 10 mars 1873 et mort à Altaussee (Autriche) le 1er janvier 1934, est un écrivain allemand du XXe siècle. Ami de Rainer Maria Rilke et de Thomas Mann, souvent comparé à Balzac ou Dostoïevski, il fut victime, comme son œuvre, de ses origines juives. Ses livres, qui connurent à leur époque un succès international, furent brûlés par les nazis avant de tomber dans l'oubli.

## Biographie

### Jeunesse et premiers écrits
Jakob Wassermann naît à Fürth, ville industrielle de Bavière, le 10 mars 1873. Premier enfant d'une famille de la petite bourgeoisie juive, il connaît une enfance malheureuse dans les arrière-boutiques successives des commerces paternels. Adolf Wassermann, commerçant malchanceux et malhabile, enchaîne les échecs, mais ne voit d'autre condition que celle de boutiquier et s'insurge contre les velléités d'écrivain qui animent son aîné.
À seize ans, Jakob est envoyé à Vienne comme apprenti dans la boutique d'éventails du brave oncle Traub, qui compte sur lui pour reprendre le commerce. C'est alors qu'il se rebelle. Durant plusieurs années, il erre de projets d'études en emplois subalternes, errance qui se prolonge bien au-delà de son service militaire, et qui l'entraîne dans l'ivrognerie et la misère.

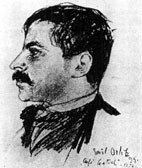
Jakob Wassermann

À vingt-et-un ans, il vagabonde dans la région de la Forêt-Noire, dormant dans la rue et mendiant sa nourriture auprès des paysans. Au bout de quelques mois, de retour à Munich, il fait une rencontre providentielle : le dramaturge Ernst von Wolzogen, fondateur à Berlin du cabaret inspiré du Chat noir de Paris, s'intéresse à lui, l'engage comme secrétaire et, impressionné par ses dons d'écriture, devient son mécène.
La célèbre revue satirique Simplicissimus l'engage bientôt comme rédacteur, et dès 1896 paraît son premier roman, Mélusine, rapidement suivi de son premier grand succès : Les Juifs de Zirndorf (1897). L'ouvrage s'interroge sur la coexistence, en Allemagne, des deux communautés, juive et allemande, un roman fondateur dans lequel l'auteur se reconnaîtra toute sa vie.
À Munich, Jakob Wassermann partage la vie bohème des artistes du temps. Il se lie d'amitié avec Rainer Maria Rilke et Thomas Mann, qui admirent son travail. Envoyé à Vienne par le Frankfurter Zeitung comme critique de théâtre, il rencontre Hugo von Hofmannsthal et Arthur Schnitzler, avec lequel il effectue un long voyage à pied en Autriche. Il se marie, aussi... Avec la fougueuse Julie Speyer, dont il divorcera bien des années plus tard.

### Gloire
La prose de Wassermann, épique et foisonnante, révèle un conteur né.
En 1908 paraît un chef-d'œuvre : Gaspard Hauser ou la paresse du cœur (de), inspiré par l'histoire vraie de Kaspar Hauser, il en fait le récit à travers l'histoire d'un adolescent trouvé errant, à Nuremberg, après avoir passé sa vie enchaîné dans le noir. On se presse pour le secourir, mais toujours avec une arrière-pensée. Loin de lui venir en aide, la société bourgeoise, au cœur froid, le brisera pour mieux le rejeter.
En quelques années, la renommée de Jakob Wassermann atteint des sommets. Incroyablement prolifique, il écrit autant qu'il voyage (Italie, Berlin, Stuttgart). Auteur le plus traduit de son temps, sans doute l'un des plus lus[réf. souhaitée], il est acclamé par l'Europe des arts. Il ne cesse, pourtant, de revenir à de sombres thèmes. La Première Guerre mondiale le désespère.
En 1921, il publie un ouvrage autobiographique, Mon chemin comme Juif et Allemand, dans lequel il considère la situation des Juifs allemands comme désespérée et l'antisémitisme allemand irréversible. Thomas Mann l'accuse alors d'exagérer et prend ses distances avec lui.
En mars 1926, son divorce est enfin prononcé, et Jakob Wassermann épouse en secondes noces la jeune Marta Stross-Karlweis, sa maîtresse depuis de nombreuses années.

### Exil
Épris de justice, accablé par les dérives individualistes des sociétés modernes et les assauts que l'idéologie remporte contre la raison, Jakob Wassermann se retire en Autriche, à Altaussee. Il y rédigera son roman qui reste sans doute le plus célèbre, porté aux nues par Henry Miller, et dont l'écho résonne encore aujourd'hui. Paru en février 1928, L'Affaire Maurizius devient aussitôt un best-seller. Il prend appui sur un fait divers réel pour mettre à nu un scandale judiciaire : Léonard Maurizius, accusé d'avoir assassiné son épouse, croupit en prison quand Etzel Andergast, fils du procureur qui a instruit l'affaire, décide d'obtenir la révision du procès. Sondant l'âme humaine jusque dans ses moindres recoins, Wassermann lance une vaste réflexion sur la justice, le libre-arbitre et la volonté de réunir les conditions du vrai.
Le second volume de ce que Wassermann prévoit comme une trilogie, Etzel Andergast, paraît en 1931. Lui aussi inspiré d'un fait divers, l'ouvrage traite de folie meurtrière et de la prépondérance de l'idéologie sur la raison. Le troisième volet de la trilogie, Joseph Kerkhoven, paraît en Hollande, en 1934, à titre posthume.
Jakob Wassermann meurt le 1er janvier 1934, dans sa maison d'Altaussee, d'une crise cardiaque provoquée par l'épuisement.
Ses dernières années verront confirmées toutes ses intuitions. En janvier 1933, lorsque Hitler devient chancelier du Reich, Wassermann renonce à une tournée en Allemagne. En mars 1933, il publie un essai qui dénonce l'antisémitisme allemand. Peu de temps auparavant, il avait démissionné de l'Académie prussienne des Arts, pour éviter l'humiliation d'en être exclu. Son éditeur, de nombreux amis commencent à prendre leurs distances avec lui.
Ses livres, interdits, furent brûlés par les nazis.

## Œuvres
L'œuvre de Jakob Wassermann, foisonnante, compte une vingtaine de romans, ainsi que de nombreuses nouvelles et essais parus en quarante ans de vie littéraire. Nous nous en tiendrons à la recension des livres traduits en français. Beaucoup sont aujourd'hui introuvables.
- La Vie de Christophe Colomb, trad. de l'Allemand par Lucienne Reiss, Librairie Gallimard, Paris, 1930.
- La Vie de Stanley (Boula Matari), trad. de l'Allemand par P. Genty, Albin Michel, Coll. Maîtres de la littérature étrangère, Paris, 1933.
- Dietrich Oberlin, trad. de l'allemand par Maurice Betz, Emile-Paul Frères, Paris, non daté. In-8 broché, 229 pages.
- Ulrique, trad. de l'allemand par Blaise Briod, Plon - Collection Feux croisés Ames et Terres étrangères, Paris, 1951.
- Christian Wahnschaffe, trad. de l'allemand par Gilberte Marchegay, Feux Croisés, Librairie Plon, Paris, 1955.
- L'Or de Cajamalca, trad. de l'allemand par François Mathieu, École des Loisirs, 1989 rééd. 2015,  (ISBN 221122329X).
- Gaspard Hauser ou la paresse du cœur, Grasset, Les Cahiers Rouges, Paris, 1992 rééd. 2004, L'Harmattan;  (ISBN 2907695347).
- L’affaire Maurizius, trad. de l’allemand par Jean-Gabriel Guideau, suivi de Henry Miller, Réflexions sur L’affaire Maurizius, trad. de l’américain par Jean Guiloineau, Mémoire du Livre, Paris, 2000; rééd. Folio, 2006  (ISBN 2070319210).
- Etzel Andergast, trad. de l'allemand Par Jean-Gabriel Guideau, préface de Nicole Casanova, Mémoire du Livre, Paris, 2001.
- Joseph Kerkhoven, trad. de l'allemand par Paul Gnety, préface de Jean-François Beerblock, Mémoire du Livre, Paris, 2002,  (ISBN 978-2913867437).
- Les Juifs de Zirndorf, trad. de l'allemand par Raymond Henry et Jean-François Beerblock, Sillages/Noël Blandin, Paris, 2004,  (ISBN 2907695134).
- L'Affabulateur, trad. de l’allemand par Dina Regnier Sikiric et Nathalie Eberhardt, préface de Stéphane Michaud, La Dernière Goutte, 2013,  (ISBN 2918619000).